# HD 88522
HD 88522，又名CD-27 7266，SAO 178526、HR 4003，是一颗恒星，视星等为6.28，位于銀經265.45，銀緯22.43，其B1900.0坐标为赤經10h 7m 29.1s，赤緯-28° 22.43′ 44″。